# Saint-Paul-d'Espis
Saint-Paul-d'Espis är en kommun i departementet Tarn-et-Garonne i regionen Occitanien i södra Frankrike. Kommunen ligger i kantonen Moissac 1er Canton som tillhör arrondissementet Castelsarrasin. År 2022 hade Saint-Paul-d'Espis 561 invånare.

## Befolkningsutveckling
Antalet invånare i kommunen Saint-Paul-d'Espis
| Referens: INSEE |